# Udalrich II d'Eichstätt
Udalrich II (mort le 3 septembre 1125 probablement à Eichstätt) est évêque d'Eichstätt de 1112 à sa mort.

## Biographie
Udalrich II vient d'une famille qui dépend de la maison de Bogen (de). Le père Frédéric Ier et le frère Frédéric II sont des Domvögte (de) de Ratisbonne.
Udalrich II n'est pas mentionné comme évêque avant 1114. Son élection a probablement lieu immédiatement après la mort de son prédécesseur. En janvier 1114, il est invité au mariage de Henri V et de Mathilde d'Angleterre. Il prend part également à d'autres assemblées impériales. Il est mort d'une maladie « infectieuse ».